# Bernard-Joseph Saurin
Bernard-Joseph Saurin (* 1706 in Paris; † 17. November 1781 in Paris) war ein französischer Anwalt, Dichter und Dramatiker.

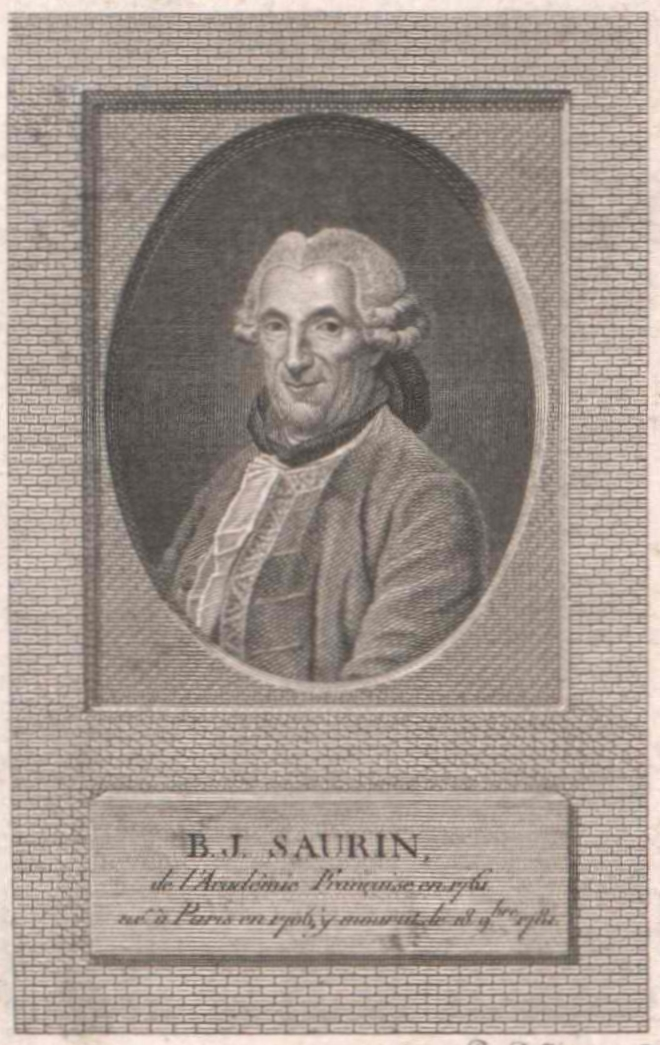
Bernard-Joseph Saurin
Anonymer Kupferstich, 18. Jahrhundert

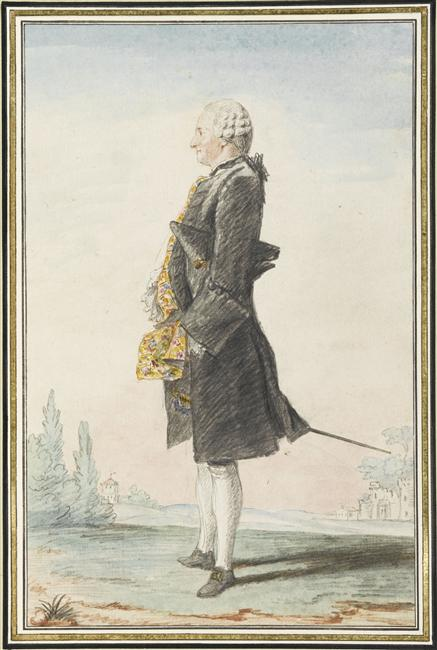
Porträt von Louis Carrogis, Carmontelle genannt, 1761.
Chantilly, Musée Condé

## Leben
Saurin war der Sohn von Joseph Saurin, einem konvertierten evangelischen Pfarrer und Mathematiker, der im Jahre 1712 von Jean-Baptiste Rousseau beschuldigt worden war, der eigentliche Autor verleumderischer Verse zu sein, was aber auf einen Klatsch Rousseaus zurückzuführen war.
Angezogen von der Literatur und durch Frequentierung der Gesellschaft des Caveau, wurde er Anwalt im Parlament, eine Karriere, die er nicht mochte, sie aber für 15 Jahre ertrug, um seine Familie zu unterstützen. Sein Berufsleben im Theater begann, als er 40 war.
Weder seine Komödie Les Trois Rivaux (Die drei Rivalen), noch seine erfolgreiche Tragödie Aménophis, die im Jahre 1760 mit der Tragödie Spartacus und der Komödie Les Moeurs du temps (Die Manieren der Zeit) erschien, wurde mit Beifall an der Comédie-Française belohnt. Im folgenden Jahr wurde der Autor zum Mitglied der Französischen Akademie.
Er besuchte die literarischen Cafés und die Salons der Madame de Staël, Mme de Tencin, Madame Geoffrin und Madame d’Épinay. Freund von Voltaire, Saint-Lambert, Montesquieu, Turgot und Helvétius, konnte er als einer der Philosophen betrachtet werden.
Er übersetzte einige englische Werke in Französisch und sah einige seiner Werke wiederum ins Englische übersetzt. Unter den besseren seiner Stücke bekannt war Béverlei (1768), eine Tragödie.

## Werke

### Theater
Die Arbeiten werden chronologisch aufgelistet und enthalten Links zum Text in Gallica an der Bibliothèque nationale de France, soweit verfügbar:
- Aménophis, eine Tragödie, die an der Comédie-Française am 12. November 1752 uraufgeführt wurde
- Spartacus, eine Tragödie, die an der Comédie-Française am 20. Februar 1760 uraufgeführt und im Februar 1772 und am 20. August 1818 wiederholt wurde
- Les Mœurs du temps, ein Prosa-Lustspiel in einem Akt, das an der Comédie-Française am 22. Dezember 1760 uraufgeführt wurde (es wurde zwischen 1760 und 1785 69 Mal wiederholt)
- Blanche et Guiscard, in Nachahmung der englischen Comedy Tancred and Sigismunda von James Thomson, wurde zum ersten Mal am 25. September 1763 an der Comédie-Française aufgeführt
- L’Orpheline léguée, eine Komödie in drei Akten in freien Versen, Fontainebleau, Comédiens français ordinaires du Roi, 5. November 1765, Paris, 6. November 1765
- Béverlei, in Nachahmung der englischen Tragödie The Gamester von Edward Moore, in fünf Akten und in freien Versen, Paris, Comédiens français, 7. Mai 1768
- L’Anglomane, oder l’Orpheline léguée, eine Komödie in einem Akt und in freien Versen, Fontainebleau, Comédiens français, 5. November 1772, Paris, 23. November 1772
- Sophie Francourt, eine Prosa-Komödie in vier Akten, Paris, Comédiens italiens ordinaires du Roi, 18. Februar 1783